# Рудолф Бранд
Рудолф Бранд (на немски: Rudolf Brandt) е германски военнопрестъпник и офицер от СС.
Адвокат по професия, Бранд е личен административен служител на Райхсфюрер-СС Хайнрих Химлер и обвиняем в съдебния процес на лекарите в Нюрнберг за неговата роля в осигуряването на 86 жертви на колекцията от еврейски скелети, опит да се създаде антропологичен модел на отливки от скелетни останки от евреи. Той е осъден за военни престъпления и престъпления срещу човечеството и екзекутиран през 1948 г.

## Биография
Рудолф Бранд е син на железопътен работник, роден е на 2 юни 1909 г. и е израства в скромни условия в град Франкфурт на Одер. Бранд е член на клуба за стенография на студентите, а през 1927 г. на 18-годишна възраст печели конкурс за транскрипция на 360 срички на минута. Той посещава университета в Берлин и университета в Йена (1928-1932), като едновременно с това работи от 1928 до 1930 г. като съдебен репортер във Временния национален икономически съвет. Бранд продължава да практикува стенография със своя колега и бивш съученик от Франкфурт Герхард Хергсел.
Бранд получава докторска степен по право от университета в Йена през юли 1933 г. Той се присъединява към нацистката партия през януари 1932 г. (членски номер 1 331 536) и СС през октомври 1933 г. (членски номер 129 771). Бранд и уменията му в транскрипция са забелязани от Хайнрих Химлер, който го прехвърля към персонала си. На 11 декември 1933 г. се присъединява към щаба на Химлер в качеството на чиновник. През ноември 1935 г. е назначен за втори лейтенант и в крайна сметка се издига до ранг на полковник.
През 1936 г. Бранд е назначен за началник на личния състав на Химлер, а през 1937 г. – за личен състав, до края на войната през май 1945 г. В тази позиция Бранд обработва цялата кореспонденция на Химлер, с изключение на въпросите, отнасящи се до Вафен-СС или полицията.
През 1938 г. или 1939 г. Бранд става офицер за връзка на Химлер към Министерството на вътрешните работи на Райха и най-вече до секретаря на министерството на вътрешните работи. През 1943 г., когато Химлер става министър на вътрешните работи, Бранд е министър-съветник и ръководител на кабинета на министъра в Министерството на вътрешните работи на Райха. Бранд е и член на обществото Аненербе, на което Химлер е председател. Поради позицията си, Бранд е и офицер за връзка към секретаря на Райха на обществото Аненербе, Волфрам Сиеверс.
Бранд отсъства от кабинета на Химлер, от 30 март 1941 г. до 11 май 1941 г. През това време той се бие с артилерийския полк на 1-ва СС дивизия Лайбщандарт СС Адолф Хитлер в кампанията срещу Кралство Гърция.

### Еврейска колекция от скелети
Първоначално „екземплярите“, използвани в колекцията, трябва да бъдат еврейски комисари от Червената армия, заловени на Източния фронт от Вермахта. Лицата, избрани в крайна сметка са от група от 115 еврейски затворници в концентрационния лагер Аушвиц в окупирана Полша. Те са избрани заради възприеманите стереотипни расови характеристики. Първоначалните селекции са извършени от СС д-р Бруно Бегер и д-р Ханс Флейшхакер, който пристига в Аушвиц през първата половина на 1943 г. и приключва предварителната работа до 15 юни 1943 г.
Поради епидемията от тиф в Аушвиц, кандидатите, избрани за събирането на скелети, са поставени под карантина, за да не се разболеят и да унищожат тяхната стойност като анатомични екземпляри. През февруари 1942 г. Сиеверс подава на Химлер чрез Рудолф Бранд доклад, от който следното е извлечение, прочетено в Нюрнбергския лекарски процес от генерал Телфорд Тейлър, главен юрисконсулт в прокуратурата в Нюрнберг:
„Имаме почти пълна колекция от черепи от всички раси и народи, които имаме на разположение, но има много малко екземпляри от еврейската раса, с които е невъзможно да се стигне до прецизни заключения от тяхното изследване. Войната на изток ни дава възможност да преодолеем този недостатък. Взимайки черепите на еврейските болшевишки комисари, които представляват прототипа на отвратителното, но характерно нечовешко, сега имаме шанса да получим осезаем научен документ.“

### Краят на войната
Бранд е член на антуража, който придружава Химлер да се крие, оставяйки Фленсберг на 10 май 1945 г., с цел да достигне Бавария. Той се отделя от Химлер и се предава заедно с още 6 души на британските войски на 21 май. На същия ден, Химлер и двамата му помощници Вернер Гротман и Хайнц Махер са задържани на контролен пункт, създаден от бивши съветски военнопленници. На 23 май Химлер е доведен в британския 31-ви цивилен лагер за разпити край Люнебург.
Бранд гледа отвътре телта на лагера за задържане, когато Химлер е вкаран. Химлер се идентифицира с дежурния офицер, капитан Томас Сайстър. След това Химлер е отведен в централата на втора британска армия в Люнебург, където по време на медицински преглед извършва самоубийство, като захапва цианидна ампула.

## Процес и екзекуция
Рудолф Бранд е обвинен след войната от военния трибунал на САЩ по обвинения в:
- Заговор за извършване на военни престъпления и престъпления срещу човечеството;

- Военни престъпления, за извършване на медицински експерименти без съгласието на субектите военнопленници и цивилни граждани на окупираните страни, както и за участие в масово убийство на затворниците в концентрационния лагер;

- Престъпления срещу човечеството: извършване на престъпления, описани в графа 2, и на германски граждани;

- Членство в престъпна организация – СС.

Бранд, както повечето от обвиняемите в докторския процес, е оправдан от първото обвинение, тъй като съдът смята, че той не попада в тяхната юрисдикция.
Той е признат за виновен за другите три обвинения, тъй като е отговорен за администрацията и координирането на експериментите в лагерите. Той е обесен на 2 юни 1948 г., на 39-ия си рожден ден.